# Регата

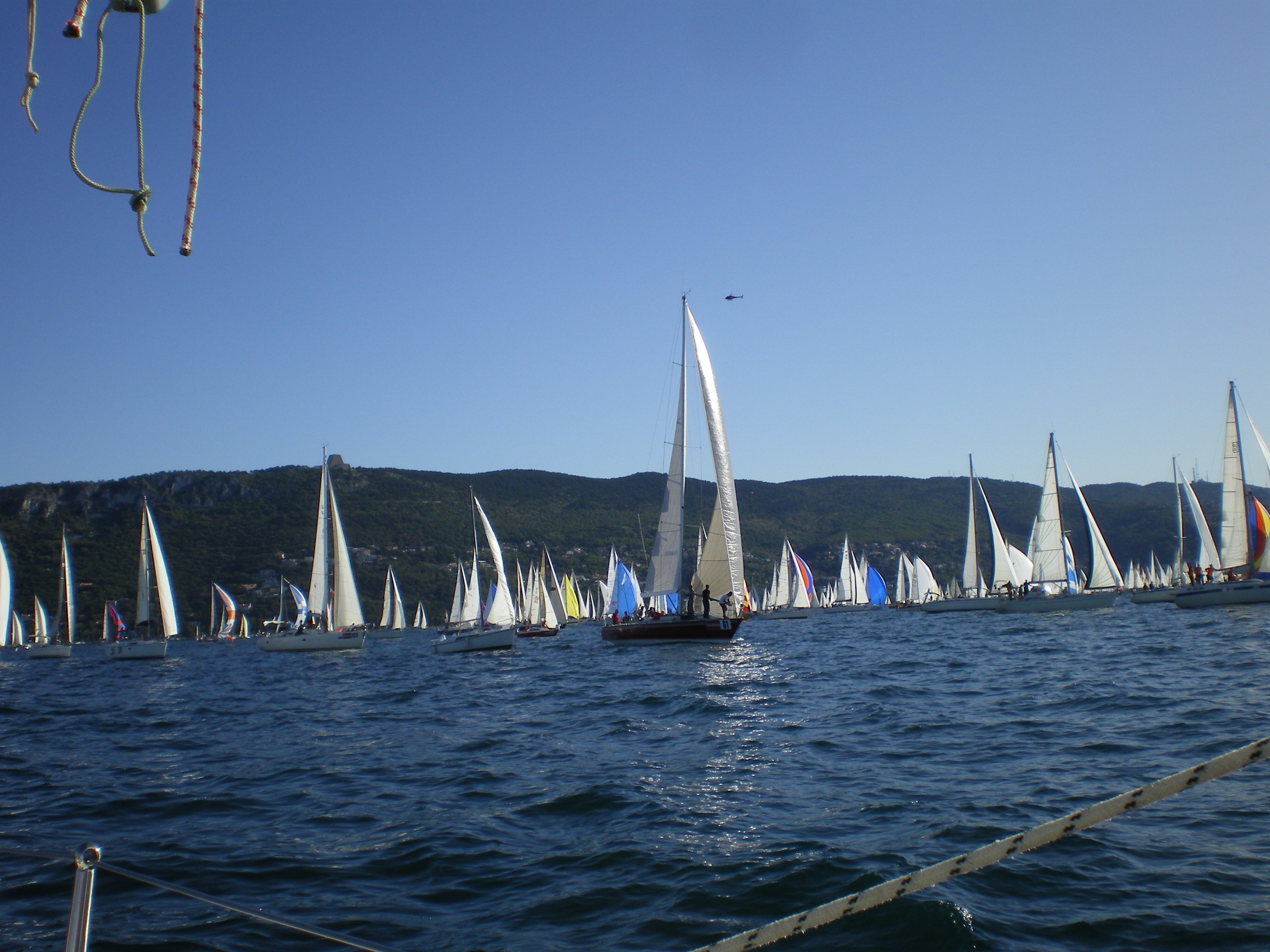
41-ша щорічна регата Barcolana.
Одна з найбільших світових регат, щорічно проходить в затоці Трієста.

Регата (з італійського regata чи rigata, від riga — ряд, назва походить від традиційних перегонів гондол у Венеції) — спортивне змагання із серії перегонів на вітрильниках чи на веслах.
Використання цього поняття не дуже строге. Часом регатою називаються перегони, що складаються з одного, як правило, досить довгого етапу, також іноді так називають змагання моторних човнів. Характерними, хоч і не обов'язковими рисами регат є традиційність та відкритість. Як правило, більшість або навіть усі учасники не є професіоналами, для них участь важливіша за перемогу. В цілому, хоч регати є спортивними змаганнями, але часто мають також ознаки фестивалів.